# کمپ دنیسون (اوهایو)
کمپ دنیسون (به انگلیسی: Camp Dennison) یک منطقهٔ مسکونی در ایالات متحده آمریکا است که در شهرستان همیلتون، اوهایو واقع شده‌است. کمپ دنیسون ۱٫۰ کیلومتر مربع مساحت و ۳۷۵ نفر جمعیت دارد و ۱۷۶٫۴۸ متر بالاتر از سطح دریا واقع شده‌است.